# 武威南站

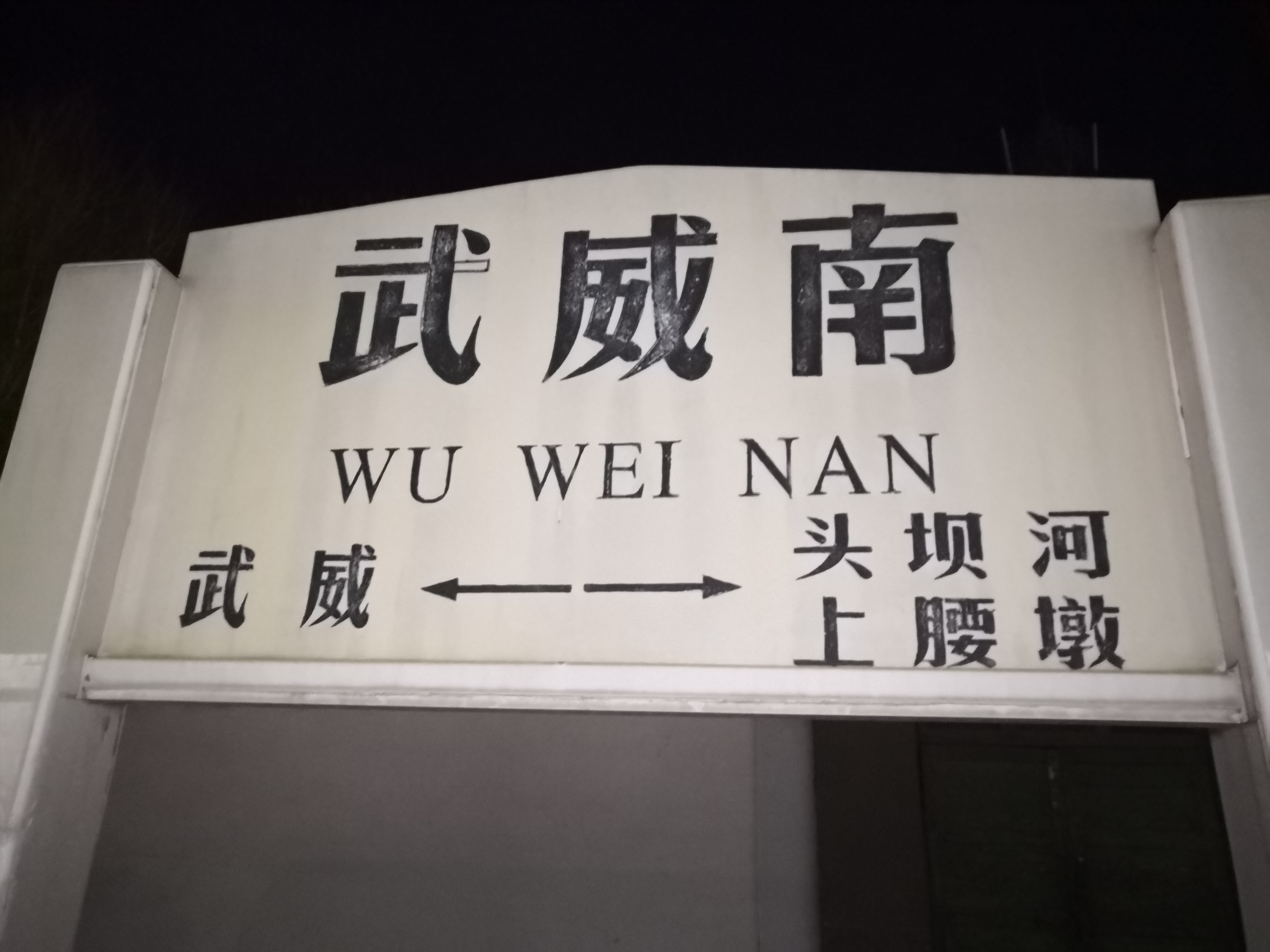
2019年12月，武威南站站牌

武威南站位于甘肃省武威市武南镇，是兰新铁路和干武铁路的一座火车站，等级为一等站，距兰州站290公里，距乌鲁木齐站1602公里，距干塘站172公里。本站及相邻上下行区间均为电气化区段。本站办理客货运业务。邮政编码为733009。
武威南站是以办理中转作业为主的地方性编组站，主要担负兰新线兰武段、武嘉段及干武线三方向的货物列车的解编及换重作业，规模二级四场。